# NGC 1255
NGC 1255 (również PGC 12007) – galaktyka spiralna z poprzeczką (SBbc), znajdująca się w gwiazdozbiorze Pieca. Została odkryta 30 sierpnia 1883 roku przez Edwarda Barnarda.
W galaktyce tej zaobserwowano supernową SN 1980O.